# كهوف سكايلاين
كهوف سكايلاين (بالإنجليزية: Skyline Caverns)‏؛ هي مجموعة من الكهوف التي تقع في مقاطعة وارين في الولايات المتحدة.

## السياحة
تعد «كهوف سكايلاين» إحدى مواقع الجذب السياحي في مقاطعة وارين في ولاية فرجينيا الأمريكية.